# Neuroleon arenarius
Neuroleon arenarius är en insektsart som först beskrevs av Navás 1904.  Neuroleon arenarius ingår i släktet Neuroleon och familjen myrlejonsländor. Inga underarter finns listade i Catalogue of Life.